# Leptopsammia
Genre
Turbinaria est un genre de coraux durs de la famille des Dendrophylliidés.

## Liste d'espèces
Selon ITIS (5 décembre 2015) et World Register of Marine Species (5 décembre 2015) :
- Leptopsammia britannica Duncan, 1870
- Leptopsammia chevalieri Zibrowius, 1980
- Leptopsammia columna Folkeson, 1919
- Leptopsammia crassa Van der Horst, 1922
- Leptopsammia formosa Gravier, 1915
- Leptopsammia poculum Alcock, 1902
- Leptopsammia pruvoti Lacaze-Duthiers, 1897
- Leptopsammia queenslandiae Wells, 1964
- Leptopsammia stokesiana Milne-Edwards & Haime, 1848
- Leptopsammia trinitatis Hubbard & Wells, 1987